# Saint-Sornin-Leulac
Saint-Sornin-Leulac é uma comuna francesa na região administrativa da Nova Aquitânia, no departamento de Alto Vienne. Estende-se por uma área de 32,28 km². Em 2010 a comuna tinha 610 habitantes (densidade: 18,9 hab./km²).